# محمد الوشيحي
محمد عايض حسين عايض الوشيحي (1967) كاتب كويتي وهو كاتب عمود بجريدة الجريدة الكويتية تحت عنوان ” آمال ” الكويتية، وتتميز كتاباته بأسلوب النقد الساخر.

## عن حياته
```
بدأ محمد الوشيحي حياته الدراسية بعد أن أنهى مرحلة الثانوية العامة في 
أوكرانيا
 لدراسة الطب قبل أن يكمل سنته الثامنة عشرة لكن لم ينهي دراسته في الطب
[
2
]
[
3
]
، ثم إنتقل إلى 
دراسالهندسة
 وأنهى تعليمه الجامعي والتحق بالجيش الكويتي كضابط اختصاص (ضابط مهندس)، ثم استقال ليتفرغ للكتابة في 
جريدة الرأي الكويتية
 في عام 2004، وحقق ككاتب مقال خلال فترة قصيرة نسبياً نجاحاً كبيرا، وأصبح معروفاً في أوساط المهتمين بالشأن السياسي، ونجح بعد ذلك أن يكون له برامج تلفزيونية خاصة به يستضيف فيها ويتحاور مع السياسيين وأعضاء 
مجلس الأمة الكويتي
 والناشطين السياسيين، وتميز برنامجه بالجرأة والنقد الساخر والمباشر لقضايا الساعة.
```

## التلفزيون
حقق برنامج الوشيحي التلفزيوني ” مانشيت ” الذي إنطلق في عام 2008 شهرة واسعة وأستطاع استقطاب عدد كبير من المشاهدين ونجح نجاحاً لم يحققه أي برنامج سياسي آخر من قبل، وفي قمة النجاح، أوقف البرنامج واستغني عن خدماتهِ ككاتب صحفي ومحاور تلفزيوني، وفي عام 2012 انتقل إلى قناة عالم اليوم الكويتية وقدم برنامجه «توك شوك» لمدة عامين، قبل ان تغلق القناة التلفزيونية لاسباب سياسية، ومازال حتى الآن يكتب في جريدة الجريدة الكويتية.

## برامجه
- برنامج أمة.
- برنامج مانشيت.
- برنامج توك شوك.